# Tarka aloé
A tarka aloé (Gonialoe variegata) az egyszikűek (Liliopsida) osztályának spárgavirágúak (Asparagales) rendjébe, ezen belül a fűfafélék (Asphodelaceae) családjába tartozó faj.
Korábban, azaz 2014-ig az aloé (Aloe) nemzetségbe volt besorolva, Aloe variegata név alatt. Manapság nemzetségének a típusfaja.

## Előfordulása
A tarka aloé előfordulási területe a Dél-afrikai Köztársaság és Namíbia.